# Квадрат (типографія)
Квадрат
1. Одна з основних одиниць типографської системи мір: 1 квадрат = 4 цицеро = 48 пунктів = 18,048 мм.
2. Пробільний елемент, що використовується при виготовленні набірних друкарських форм. Квадрати розрізняють по кеглю (від 1 до 16 пунктів) та довжині (1, 3/4, 1/2 квадрата). використовують для заповнення пробільних елементів в неповних строках (на початку та в кінці абзацу, при наборі таблиць, формул тощо.